# Équipe cycliste Visma-Lease a Bike Development
L'équipe cycliste Visma-Lease a Bike Development est une équipe continentale néerlandaise créée en 2020. Elle sert de réserve à l'équipe World Tour Visma-Lease a Bike et participe essentiellement aux épreuves de l'UCI Europe Tour.

## Principales victoires

### Courses d'un jour
- Trofej Umag : 2020 (Olav Kooij)
- Poreč Trophy : 2020 (Olav Kooij)
- GP Kranj : 2020 (Olav Kooij)
- Paris-Tours espoirs : 2022 (Per Strand Hagenes)
- Giro del Belvedere : 2023 (Johannes Staune-Mittet)
- Gran Premio Palio del Recioto : 2023 (Tijmen Graat)
- Flèche ardennaise : 2023 (Menno Huising)
- Coppa Città di San Daniele : 2023 (Archie Ryan), 2024 (Jørgen Nordhagen)
- Grand Prix de Poggiana : 2024 (Jørgen Nordhagen)
- Trofej Umag-Umag Trophy : 2024 (Matthew Brennan)
- Poreč Trophy : 2024 (Matthew Brennan)

### Courses par étapes
- Istrian Spring Trophy : 2021 (Finn Fisher-Black), 2023 (Tijmen Graat), 2024 (Darren van Bekkum)
- Tour du Pays de Montbéliard : 2021 (Maurice Ballerstedt)
- Flanders Tomorrow Tour : 2021 (Mick van Dijke), 2022 (Lars Boven)
- Ronde de l'Isard : 2021 (Gijs Leemreize), 2022 (Johannes Staune-Mittet), 2024 (Darren van Bekkum)
- Tour d'Italie espoirs : 2023 (Johannes Staune-Mittet)
- Tour du Frioul-Vénétie Julienne : 2024 (Jørgen Nordhagen)

### Championnats nationaux
- Championnats d'Allemagne sur route : 1
  - Contre-la-montre espoirs : 2021 (Michel Hessmann)
- Championnats de Grande-Bretagne sur route : 1
  - Contre-la-montre espoirs : 2024 (Matthew Brennan)
- Championnats de Nouvelle-Zélande sur route : 3
  - Course en ligne espoirs : 2020 (Finn Fisher-Black)
  - Contre-la-montre espoirs : 2020 et 2021 (Finn Fisher-Black)
- Championnats des Pays-Bas sur route : 2
  - Course en ligne espoirs : 2021 (Tim van Dijke)
  - Contre-la-montre espoirs : 2021 (Mick van Dijke)

## Classements UCI
L'équipe participe aux circuits continentaux et principalement à des épreuves de l'UCI Europe Tour. Les tableaux ci-dessous présentent les classements de l'équipe sur les différents circuits, ainsi que son meilleur coureur au classement individuel.
UCI America Tour
| UCI America Tour | UCI America Tour       | UCI America Tour                          | UCI America Tour |
| Année            | Classement par équipes | Meilleur coureur au classement individuel |                  |
| ---------------- | ---------------------- | ----------------------------------------- | ---------------- |
| 2022             | -                      | Colby Simmons (228e)                      |                  |
|                  |                        |                                           |                  |
| Source : UCI     |                        |                                           |                  |

UCI Europe Tour
| UCI Europe Tour | UCI Europe Tour        | UCI Europe Tour                           | UCI Europe Tour |
| Année           | Classement par équipes | Meilleur coureur au classement individuel |                 |
| --------------- | ---------------------- | ----------------------------------------- | --------------- |
| 2020            | 24e                    | Olav Kooij (111e)                         |                 |
| 2021            | 20e                    | Michel Hessmann (337e)                    |                 |
| 2022            | 22e                    | Johannes Staune-Mittet (191e)             |                 |
| 2023            | 14e                    | Per Strand Hagenes (184e)                 |                 |
|                 |                        |                                           |                 |
| Source : UCI    |                        |                                           |                 |

L'équipe est également classée au Classement mondial UCI qui prend en compte toutes les épreuves UCI et concerne toutes les équipes UCI.
| Classement mondial | Classement mondial     | Classement mondial                        | Classement mondial |
| Année              | Classement par équipes | Meilleur coureur au classement individuel |                    |
| ------------------ | ---------------------- | ----------------------------------------- | ------------------ |
| 2020               | 45e                    | Olav Kooij (135e)                         |                    |
| 2021               | 39e                    | Michel Hessmann (410e)                    |                    |
| 2022               | 44e                    | Johannes Staune-Mittet (234e)             |                    |
| 2023               | 36e                    | Per Strand Hagenes (230e)                 |                    |
| 2024               | 44e                    | Matthew Brennan (350e)                    |                    |
|                    |                        |                                           |                    |
| Source : UCI       |                        |                                           |                    |

## Team Visma-Lease a Bike Development en 2025
Effectif
| Effectif 2025            | Effectif 2025     | Effectif 2025 | Effectif 2025                     |
| Cycliste                 | Date de naissance | Pays          | Équipe précédente                 |
| ------------------------ | ----------------- | ------------- | --------------------------------- |
| Dario Igor Belletta      | 27 janvier 2004   | Italie        | GB Team-Pool Cantú (2022)         |
| Patryk Goszczurny        | 14 mars 2006      | Pologne       | JEGG-DJR Academy (2024)           |
| Jonas Høydahl            | 19 décembre 2005  | Norvège       | Sande SK (2023)                   |
| Cedric Keppens           | 10 mars 2006      | Belgique      | Avia-Rudyco (2024)                |
| Ian Kings                | 15 avril 2006     | Allemagne     | JEGG-DJR Academy (2024)           |
| Sjors Lugthart           | 22 juin 2005      | Pays-Bas      | Willebrord Wil Vooruit (2023)     |
| Pietro Mattio            | 27 juin 2004      | Italie        | Vigor Cycling Team (2022)         |
| Tomos Pattinson          | 17 octobre 2005   | Royaume-Uni   | Tofauti Everyone Active (2023)    |
| Tim Rex                  | 11 avril 2004     | Belgique      | Wanty-Re Uz-Technord (2024)       |
| Elliot Rowe              | 1 juin 2006       | Royaume-Uni   | Fensham Howes-MAS Design (2024)   |
| William Smith            | 21 mars 2004      | Royaume-Uni   | Trinity Racing (2024)             |
| Jed Smithson             | 19 août 2005      | Royaume-Uni   | Fensham Howes-MAS Design (2023)   |
| Mikal Grimstad Uglehus   | 15 mai 2005       | Norvège       | Uno-X Mobility Development (2024) |
| Matisse Van Kerckhove    | 11 septembre 2006 | Belgique      | Crabbé-Dstny Juniors (2024)       |
|                          |                   |               |                                   |
| Source : ProCyclingStats |                   |               |                                   |

Victoires
| Victoires | Victoires | Victoires | Victoires | Victoires | Victoires |
| Date      | Course    | Pays      | Classe    | Vainqueur |           |
| --------- | --------- | --------- | --------- | --------- | --------- |